# NGC 4540
NGC 4540 (również PGC 41876 lub UGC 7742) – galaktyka spiralna z poprzeczką (SBc), znajdująca się w gwiazdozbiorze Warkocza Bereniki. Odkrył ją William Herschel 21 marca 1784 roku. Należy do Gromady w Pannie.